# 1898 au Yukon
Chronologie du Yukon
- 1894
- 1895
- 1896
- 1897
- 1898
- 1899
- 1900
- 1901
- 1902

Cette page concerne des événements d'actualité qui se sont produits durant l'année 1898 dans le territoire canadien du Yukon.

## Politique
- Commissaire : James Morrow Walsh (jusqu'au 5 juillet) puis William Ogilvie

## Événements
- Fondation de l'Hôtel Yukon et du bateau à vapeur D.R. Campbell (en).
- Janvier : le policier Sam Steele est responsable de faire respecter l'ordre au Yukon en plein Klondyke. Il oblige les chercheurs d'or à amener de la nourriture pour accéder dans le territoire.
- 13 juin : le Yukon devient un territoire distinct des Territoires du Nord-Ouest. Dawson City devient la première capitale de ce territoire.
- 8 juillet : création du Conseil territoriaux du Yukon (en).

## Naissances
- 6 octobre : Henry Marsh (en), prêtre († 27 janvier 1995)